# 婺城区
婺城区（ぶじょう-く）は中華人民共和国浙江省金華市に位置する市轄区。

## 行政区画
- 街道：城東街道、城中街道、城西街道、城北街道、江南街道、三江街道、西関街道、秋浜街道、新獅街道
- 鎮：羅店鎮、雅畈鎮、安地鎮、白竜橋鎮、琅琊鎮、蔣堂鎮、湯渓鎮、羅埠鎮、洋埠鎮
- 郷：乾西郷、竹馬郷、長山郷、箬陽郷、沙畈郷、塔石郷、莘畈郷、蘇孟郷